# ایکر بگونیا
ایکر بگونیا (انگلیسی: Iker Begoña؛ زادهٔ ۱۵ نوامبر ۱۹۷۶) بازیکن فوتبال اهل اسپانیا است.
از باشگاه‌هایی که در آن بازی کرده‌است می‌توان به باشگاه فوتبال رکریتیوو اوئلوا، باشگاه فوتبال آلباسته بالومپیه، و باشگاه فوتبال اتلتیک بیلبائو بی اشاره کرد.